# Bądź wiesioła, Panno czysta

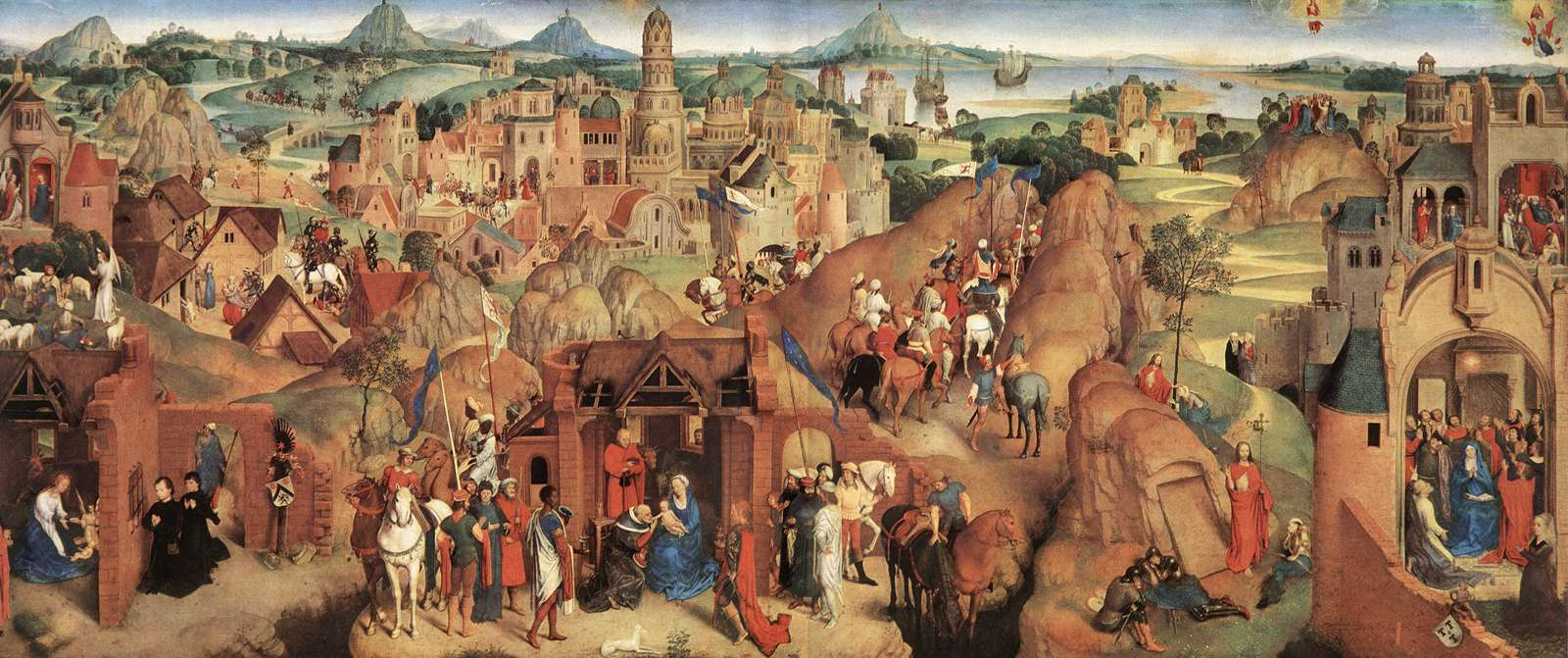
Siedem radości Marii, obraz Hansa Memlinga, ok. 1480

Bądź wiesioła, Panno czysta – polska pieśń maryjna zapisana w początkach XVI w.
Tytuł pieśni pochodzi od incipitu: Bądź wiesioła, Panno czysta, / Gdyś poczęła Jezu Krysta. Pieśń została ułożona ok. 1517 lub 1520, a na pewno przed 1526 przez bliżej nieznanego mnicha bernardyńskiego – Seweryna. Znana jest z rękopisu Corona Virginis Marie przechowywanego w Bibliotece Raczyńskich w Poznaniu (towarzyszy jej tam zapis nutowy). Inna redakcja utworu pochodzi z końca XVI w. z biblioteki klasztoru klarysek w Krakowie.
Pieśń jest przekładem łacińskiego utworu Septem Gaudia Mariae Virginis. Zawiera też analogie tekstowe do staroczeskich pieśni Raduj se, panno neposkvrněná oraz bożonarodzeniowej Nebt’ jest on tak drahý kámen, której końcowa strofa jest zbliżona do ostatniej zwrotki polskiego utworu.
Pieśń przeznaczona była na święto Siedmiu Radości Najświętszej Maryi Panny. Każda z siedmiu początkowych zwrotek rozpoczyna się słowami „Bądź wiesioła…”, po czym nawiązuje do jednej z radości Maryi, jak: poczęcie, porodzenie, przybycie Trzech Króli, odnalezienie Jezusa w Świątyni, zmartwychwstanie Jezusa, Wniebowstąpienie Pańskie, Wniebowzięcie Najświętszej Maryi Panny. Trzy kolejne zwrotki zawierają prośbę o wybawienie wiernych od smutku i pomoc w uzyskaniu wiecznej radości oraz wstawiennictwo u Syna
Utwór składa się z 10 trójwersowych zwrotek, rymowanych AAX. Dwa początkowe wersy każdej strofy ułożone są ośmiozgłoskowcem (4+4), natomiast trzeci wers siedmiozłoskowcem (z pewnymi odstępstwami).